# Dejtár
Dejtár is een plaats (község) en gemeente in het Hongaarse comitaat Nógrád. Dejtár telt 1494 inwoners (2007).